# Szczurkowo (gmina)
Szczurkowo – dawna gmina wiejska istniejąca w 1945 roku w okręgu mazurskim (IV) (dzisiejsze woj. warmińsko-mazurskie). Siedzibą władz gminy było Szczurkowo.

## Niemcy
Gmina zbiorowa Szczurkowo (Amtsbezirk Schönbruch) powstała 11 czerwca 1874 w Prusach Wschodnich w powiecie frydlandzko-bartoszyckim. W jej skład weszły gminy jednostkowe Rettauen (Retowy), Rockeln (Rogielkajmy), Schönbruch (Szczurkowo / Широкое) i Woduhnkeim (Wodukajmy) oraz obszary dworskie Groß Poninken (Poniki), Korittken (Korytki), Pöhlen (Верное), Rambsen (Ключевое), Schönbruch (Szczurkowo / Широкое), Trosienen (Trosiny) i Woduhnkeim (Wodukajmy).
- 4 listopada 1893 włączono gminę jednostkową (Köllmisch) Woduhnkeim do obszaru dworskiego (Adlig) Woduhnkeim.
- 11 grudnia 1894 przekształcono gminę jednostkową Rettauen w obszar dworski o tej samej nazwie.
- 30 września 1928 połączono gminę jednostkową Rockeln z obszarami dworskimi Adlig Woduhnkeim, Groß Poninken, Korittken, Rettauen i Trosienen w nową gminę Groß Poninken; równocześnie Amtsbezirk Schönbruch odłączono obszar dworski Pöhlen, łącząc go z obszarem dworskim Sehmen (Солдатово) w Amtsbezirk Sehmen w jedną gminę jednostkową Sehmen (Солдатово) w Amtsbezirk Sehmen.
- 1 listopada 1928 zniesiono obszary dworskie Rambsen i Schönbruch, a także obszar dworski Wicken(inne języki) (Климовка) w Amtsbezirk Groß Sporwitten (Поддубное), włączające je do gminy jednostkowej Schönbruch w Amtsbezirk Schönbruch. Równocześnie zniesiono sąsiedni Amtsbezirks Juditten (składający się z gminy jednostkowej Juditten – Judyty – wraz z włączonym do niej 30 września 1928 obszarem dworskim Juditten).
- 1 kwietnia 1938 do gminy jednostkowej Juditten włączono gminę jednostkową Dompendehl (Domarady) z Amtsbezirk Liesken.

I tak 1 stycznia 1945 Amtsbezirk Schönbruch składał się z trzech gmin jednostkowych (Groß Poninken, Juditten i Schönbruch).

## Polska
Gmina Szczurkowo powstała po II wojnie światowej, 25 lipca 1945 roku, na terenie tzw. Ziem Odzyskanych, jako jedna z siedmiu gmin powiatu bartoszyckiego.
Po ustaleniu granicy polsko-radzieckiej obszar gminy Szczurkowo znalazł się częściowo po stronie radzieckiej, przez co gminę zniesiono, a części jej obszaru które pozostały w Polsce włączono do gmin: Liski (gromada Domarady) i Smolanka (gromady Szczurkowo i Wodukajmy).